# Ильчикеевский сельсовет
Ильчикеевский сельсове́т (баш. Илсекәй ауыл советы) — упразднённая в 2004 году административно-территориальная единица и сельское поселение (тип муниципального образования) в составе Салаватского района. Объединен с  Мурсалимкинским сельсоветом.

## Состав сельсовета
К 2004 году Ильчикеевский сельсовет включал:
| № | Населённый пункт   | Тип населённого пункта | Население |
| - | ------------------ | ---------------------- | --------- |
| 1 | Баш-Ильчикеево     | деревня                | ↘337      |
| 2 | Карагулово         | деревня                | ↘231      |
| 3 | Русское Ильчикеево | деревня                | ↘108      |

## История
Упразднён путём объединения с Мурсалимкинским поселковым советом согласно Закону Республики Башкортостан «Об изменениях в административно-территориальном устройстве Республики Башкортостан, изменениях границ и преобразованиях муниципальных образований в Республике Башкортостан» от 17 декабря 2004 года  N 125-з:

111. Объединить Мурсалимкинский поссовет и Ильчикеевский сельсовет Салаватского района с сохранением наименования Мурсалимкинский поссовет с административным центром в рабочем поселке Мурсалимкино.
... Отнести Мурсалимкинский поссовет к категории сельсовета с сохранением наименования «Мурсалимкинский».